# Wilhelm zu Eulenburg
Botho Wilhelm Graf zu Eulenburg (* 10. Juli 1778 in Prassen; † 11. März 1865 in Königsberg) war ein preußischer Generalmajor.

## Leben

### Herkunft
Wilhelm war der Sohn von Ernst Christoph Graf zu Eulenburg (* 10. September 1754; † 10. Juni 1796) und dessen Ehefrau Katharina Margarethe Hedwig, geborene von der Groeben (* 24. Juli 1753; † 28. Juli 1817) aus dem Hause Weslienen. Sein Vater war Kornett a. D., zuletzt im Kürassierregiment „von Roeder“ sowie Herr auf Prassen, Leunenburg, Wangwick, Gallingen, Wicken und Schönbruch.

### Militärkarriere
Eulenburg trat am 1. März 1791 als Junker in das Dragonerregiment „Bayreuth“ der Preußischen Armee ein und avancierte im August 1794 zum Sekondeleutnant. Im Ersten Koalitionskrieg kämpfte er 1792/95 bei Kaiserslautern, Pirmasens, Hochheim und Frankfurt sowie bei der Belagerung von Landau. Obwohl er als vielversprechender Offizier galt, nahm er am 6. September 1799 seine Abschied und ging auf seine Besitzung Prassen bei Schippenbeil. Am 19. August 1812 wurde er in den Johanniterorden aufgenommen.
Bei Beginn der Befreiungskriege am 27. März 1813 beim Ostpreußischen National-Kavallerie-Regiment der Armee wieder angestellt, wurde Eulenburg am 1. Juli 1813 mit der Beförderung zum Stabsrittmeister Führer der Jäger-Eskadron. In der Schlacht an der Katzbach erwarb er das Eiserne Kreuz II. Klasse und bei Leipzig den Orden des Heiligen Wladimir IV. Klasse. Eulenburg nahm außerdem an den Gefechten bei Bunzlau, Bischofswerda, Neustadt, Rothnausitz, Freyburg, Thionville, Montmirail, Chateau-Thierry, Mery, Coulommiers als auch den Schlachten bei Laon und Paris teil. Zwischenzeitlich hatte man ihn Ende September 1813 zum Rittmeister befördert und Mitte April 1814 zum Eskadronchef ernannt.
Am 21. Februar 1815 folgte seine Versetzung in das Garde-Husaren-Regiment, wo Eulenburg am 4. Januar 1816 zum Major aufstieg. Mit seiner Ernennung zum etatsmäßigen Stabsoffizier kam er am 5. April 1816 in das 7. Husaren-Regiment und wurde in dieser Stellung am 30. März 1830 zum Oberstleutnant befördert. Am 18. April 1830 beauftragte man Eulenburg zunächst mit der Führung des 2. Leib-Husaren-Regiments und ernannte ihn am 23. April 1831 zum Regimentskommandeur. Mit Patent vom 9. April 1833 wurde er am 30. März 1833 zum Oberst befördert und anlässlich der Revue von Kalisch durch Kaiser Nikolaus I. mit dem Orden der Heiligen Anna II. Klasse ausgezeichnet. König Friedrich Wilhelm III. würdigte seine Leistungen in der Truppenführung am 18. Januar 1838 durch die Verleihung des Roten Adlerorden III. Klasse mit Schleife. Am 18. März 1839 bekam Eulenburg seinen Abschied mit dem Charakter als Generalmajor sowie einer Pension von 1750 Talern. Mit dieser Pension wurde er am 11. April 1839 zur Disposition gestellt. Er starb am 11. März 1865 in Königsberg.

### Familie
Eulenburg heiratete 1807 Wilhelmine von Klüchtzner (* 11. Dezember 1786; † 30. Juni 1811) aus dem Hause Wodungkeim. Sie war eine Tochter des Generalmajors Karl Ludwig Ferdinand von Klüchtzner. Aus der Ehe gingen zwei Kinder hervor:
- Wend Botho Elimar (* 14. August 1808; † 5. Dezember 1849) ⚭ 1833 Bertha Caroline Julie Gräfin von Dohna-Schlodien (* 19. April 1813; † 19. Mai 1893), Eltern von Richard zu Eulenburg
- Wilhelmine Hedwig Ida (* 13. Januar 1811; † 22. März 1859)